# Diane Delano
Pour les articles homonymes, voir Delano.
Diane Delano est une actrice américaine, née le 29 janvier 1957 à Los Angeles et morte le 13 décembre 2024.

## Biographie
Comme tous les membres de la famille Delano, elle descend de l'immigrant huguenot Philippe de La Noye (1602-1681).

## Filmographie partielle
- 1983 : St. Elsewhere (série télévisée) : la nurse (1 épisode)
- 1983 : Pied au plancher : la sœur de Shirley
- 1986 : Ratboy : Aurora
- 1987 : Les deux font la paire (série télévisée) : la jeune fille (1 épisode)
- 1988 : Appel d'urgence : l'hôtesse de l'air
- 1992 : La Nuit déchirée (Sleepwalkers) : l'agent de police
- 1994 : La Rivière sauvage : Ranger
- 2004 : Ladykillers : Montagne Heureuse
- 2005 : Monk : Krystal le camionneur - S03E13 (1 épisode)
- 2006 : Desperate Housewives : Donna (1 épisode)
- 2006 : The Wicker Man : Sister Beech
- 2007 : Cold Case : Affaires classées : Maggie Lafferty en 2007 (1 épisode)
- 2008 : Des jours et des vies (série télévisée) : Hilda (5 épisodes)
- 2010 : Scooby-Doo : Abracadabra (vidéo) : Ms. Alma Rumblebuns (voix)